# 喬納森·洛索斯
喬納森·B·洛索斯（英語：Jonathan B. Losos，1961年12月7日—）是一名美國演化生物學家和爬蟲動物學家。

## 生平
洛索斯曾在哈佛大學攻讀生物學，並於1984年獲得學士學位。1989年，他獲得加州大學柏克萊分校動物學博士學位，論文題目為《安樂蜥屬的生態形態適應》。1987年起，他在加州大學柏克萊分校擔任助教。獲得博士學位後，他於1990年來到加州大學戴維斯分校，成為人口生物學中心首批博士後研究員之一。隨後，1992年起洛索斯在聖路易斯華盛頓大學擔任助理教授1997年晉升為副教授，2001年晉升為教授。
他的研究領域非常廣泛，但最著名的是對趨同演化和輻射適應的研究，以及對自然界演化的實驗研究。他的大部分實證研究工作都涉及出現在中美洲、南美洲和加勒比海島嶼上的安樂蜥屬的進化輻射。
2000年至2003年和2004年至2005年，洛索斯擔任聖路易斯華盛頓大學泰森研究中心主任。2006年，洛索斯離開華盛頓大學，成為哈佛大學莫妮克和菲利普·萊納拉丁美洲研究教授、有機和進化生物學系教授，以及比較動物學博物館爬行動物學館長。隨後，洛索斯於2018年回到華盛頓大學，成為生物系威廉·H·丹福思傑出大學教授，並擔任華盛頓大學、密蘇里植物園和聖路易斯動物園之間的生物多樣性合作項目——生命地球合作計畫 （页面存档备份，存于）的創始主任。

## 榮譽
洛索斯獲得許多獎項，包括1991年的多布贊斯基獎 （页面存档备份，存于）、1998年的大衛·斯塔爾·喬丹獎、2009年的愛德華·O·威爾遜博物學家獎 （页面存档备份，存于）、2012年的丹尼爾·吉羅·艾略特獎章和2019年的蘇厄爾·萊特獎 （页面存档备份，存于）。
洛索斯是美國科學促進會院士（2005年）、美國文理科學院院士（2012年）和美國國家科學院院士（2018年）。2016年，他獲得爬蟲學家聯盟 （页面存档备份，存于）頒發的傑出爬蟲學家獎